# 韋克福德冰原島峰
67°49′S 63°2′E / 67.817°S 63.033°E
韋克福德冰原島峰（英語：Wakeford Nunatak）是南極洲的冰原島峰，位於麥克羅伯特森地，處於中馬遜山脈以東6公里，其屬於弗拉姆山脈的一部分，根據澳大利亞探險隊的空中照片繪入地圖，現時由南極條約體系管理。